# Piton Sainte-Rose
Ne doit pas être confondu avec Piton de Sainte-Rose.
Pour les articles homonymes, voir Piton (homonymie).
Piton Sainte-Rose est un quartier de l'est de l'île de La Réunion, département d'outre-mer français dans le sud-ouest de l'océan Indien. Il relève, administrativement, de la commune de Sainte-Rose.

## Histoire
En avril 1977, Piton Sainte-Rose est dévastée par une coulée de lave du Piton de la Fournaise émise durant l'éruption commencée en mars.

## Infrastructures
On trouve dans le quartier un collège public, le collège Thérésien Cadet, une école primaire, une école maternelle et l’église Notre-Dame-des-Laves.